# Раллапалли
Раллапалли Нарасимха Рао (телугу రాళ్లపళ్లి నరసింహ రావు; 15 августа 1945, Восточный Годавари, Британская Индия или Анантапур, Британская Индия — 17 мая 2019, Хайдарабад) — индийский актёр, снимавшийся в фильмах на телугу.

## Биография
Родился 15 августа 1945 года в деревне Рачапалли, Восточный Годавари или, согласно другим источникам, в деревне Камбадур округа Анантапур. В 1958 году переехал в Хайдарабад и получил среднее образование в Правительственном колледже в Нампалли. Затем получил степень магистра по философии в Potti Sreeramulu Telugu University. Некоторое время работал на железной дороге и в министерстве информации и телерадиовещания.
Раллапалли с детства выступал в театре, приняв участие примерно в 8000 пьес. Его дебют на сцене состоялся в 1960 году. В кино актёр в первый раз сыграл в 1974 году в фильме Stree режиссёра Пратьягатмы. В 1976 году его выступление в драме Oorummadi Brathukulu Б. С. Нараяны принесло ему широкое признание аудитории и премию «Нанди» за лучшую мужскую роль.
Впоследствии он снялся в Chali Cheemalu (1978) и Thoorpu Velle Railu (1979). Среди других его фильмов: «Последний зов любви» (1981), Subhalekha (1982), Khaidi, Alaya Sikharam, Mantrigari Viyyankudu, Abhilasha, «Ситара» (1983), Alapana (1986), Nyayaniki Sankellu (1987) и April 1 Vidudala (1991).
Пик его карьеры пришёлся на 1980—1990-е годы. Он неоднократно работал с такими режиссёрами как Вамси, Джандхьяла и Бапу. Он получил ещё две премии «Нанди»: за лучшее исполнение комической роли в фильме Patnam Pilla Palletoori Chinnodu (1986) и за роль второго плана в сериале Ganapathi (1998).
Помимо фильмов на телугу актёр также снялся в двух кинолентах на тамильском языке: Minsara Kanavu (1997), режиссёрский дебют Раджива Менона, и «Бомбей» (1995) Мани Ратнама, роль трансгендера в котором стала одной из наиболее известных в карьере Раллапалли. Его последним фильмом стал Bhale Bhale Mogadivoi, вышедший в 2015 году.
Актёр скончался 18 мая 2019 года в больнице Хайдарабада, куда был доставлен несколькими днями ранее с жалобами на боль в груди и затруднённое дыхание. У него осталась жена Свараджья Лакшми и дочь Рашмита.